# Ferret Music
Ferret Music es un sello discográfico independiente fundado en 1996 por Carl Severson y Paul Conroy en Nuevo Brunswick, Nueva Jersey. Actualmente pertenece a la subdivisión de Warner Music Group, Independent Label Group (ILG).
El sello se ha caracterizado por trabajar con grupos de la escena metal underground hasta las diversas ramificaciones del hardcore, pasando por metalcore y post-hardcore. Ferret, recientemente, ha adquirido el festival Sounds of the Underground, rival del Ozzfest.

## Catálogo de bandas

### Actuales
- A Life Once Lost
- Boys Night Out
- Dead Hearts
- Every Time I Die
- Heavy Heavy Low Low
- In Flames
- Ligeia
- LoveHateHero
- Madball
- Maylene and the Sons of Disaster
- Poison The Well
- Remembering Never
- Scarlet
- See You Next Tuesday
- Suicide Note
- The Breathing Process
- The Devil Wears Prada
- Twelve Tribes
- xBISHOPx
- Zao

### Bandas en el pasado
- A Static Lullaby
- The Banner
- The Break
- Blood Has Been Shed
- Burnt By The Sun
- The Bronx
- Cataract
- Chimaira
- Disembodied
- For The Love Of...
- From Autumn To Ashes
- Funeral for a Friend
- Fucking Boots Cutting Boots
- Killswitch Engage
- Luddite Clone
- Martyr A.D.
- Misery Signals
- Nora
- The Rise
- Skycamefalling
- Torn Apart